# Vincent Piazza
Vincent Piazza (Queens, 25 de mayo de 1976) es un actor de cine, televisión y teatro estadounidense, conocido por sus papeles en las películas Rocket Science, Jersey Boys, y por interpretar a Lucky Luciano en la serie de televisión Boardwalk Empire.

## Primeros años
Nació y creció en Queens, Nueva York. Piazza recibió una educación católica; tiene ascendencia italiana, por parte de su padre, un inmigrante siciliano que llegó a Estados Unidos en 1963; y alemana por parte materna. Su padre se dedicaba a la construcción. Se graduó en la Secundaria Archbishop Molloy y formó parte como jugador de hockey sobre hielo de la División I de la NCAA, representando a la Universidad Villanova de Filadelfia, hasta que por un recurrente dolor de espalda se vio forzado a abandonar el juego y dejar la universidad después de solo un año. Después de su breve periodo en la universidad, volvió a Maspeth, barrio en Queens donde creció, para trabajar en la construcción junto a su padre y jugar en la liga de hockey. A continuación probaría suerte en Wall Street y se convertiría en agente de Bolsa licenciado, profesión que lo llevaría a viajar por Europa y Medio Oriente. Según él, su experiencia alrededor del mundo "le abrió los ojos" y más tarde, después de cuestionarse sobre su futuro, decidió dedicarse a la actuación.
Comenzó su carrera como actor trabajando en el grupo de teatro TerraNOVA de la ciudad de Nueva York. Tras participar de varias producciones off-Broadway, como Baby Steps, A Match Made in Manhattan y Mucho ruido y pocas nueces, hizo su debut en el cine en la película Stephanie Daley (2006) y luego en el telefilme The Dawn y en un capítulo de Law & Order: Criminal Intent.

## Carrera
Piazza trabajó en tres episodios de la serie Los Soprano, en la sexta temporada. Describió su experiencia trabajando en la serie como "increíble" y dijo que aparecería en cualquier precuela o secuela si se lo ofrecieran. Más tarde actuó en la película Rocket Science (2007), interpretando a Earl Hefner, el cleptomano hermano mayor del protagonista. Después de audicionar en una escuela de actuación de Nueva York, fue uno de los primeros actores en ser seleccionados, el escritor y director de la película Jeffrey Blitz dijo: "Vince consiguió la combinación justa de humor y amenaza en el papel. Mantuve varias de las otras opciones que Vince le brindó al Earl. Es un actor muy físico y también muy gracioso". Luego Piazza continuaría trabajando en películas independientes como Goodbye Baby, Tie a Yellow Ribbon y Apology, como también en series de televisión, como invitado en un episodio de Law & Order y luego formando parte del reparto habitual de la cuarta temporada de Rescue Me, interpretando a Tony.
En el año 2008 apareció en Assassination of a High School President, interpretando a Rick Delacruz. En un principio, había audicionado sin éxito para un papel diferente, pero al director Brett Simon le había gustado su personaje en Rocket Science, así que le sugirió otro papel. Para perfeccionar el acento hispano del personaje, Piazza visitó a una mujer que tenía un teatro puertorriqueño en Manhattan y que solía entrenar a puertorriqueños para conseguir acentos estadounidenses, para que le enseñe a pronunciar sus diálogos con un fuerte acento puertorriqueño.
Fue elegido para personificar al famoso mafioso siciliano Lucky Luciano en la serie Boardwalk Empire, creada por el guionista de Los Soprano, Terence Winter, producida por Martin Scorsese y protagonizada por Steve Buscemi. "Sientes una gran responsabilidad", comentó Piazza, "Sea un criminal violento o Gandhi, sientes una gran responsabilidad por hacerlo bien". Mientras tanto, el creador de la serie, Winter, comentó: "Vincent le aporta al papel el nivel justo de autoridad y amenaza. Crees totalmente que se transformará en el personaje que ya sabemos que se transforma". Piazza interpretó a Luciano durante las cinco temporadas de la serie.
En 2013 fue elegido por el director Clint Eastwood para interpretar a Tommy DeVito en la adaptación del musical de Broadway Jersey Boys. Piazza tuvo que tomar lecciones de voz, guitarra y baile para interpretar a DeVito, uno de los fundadores de la banda The Four Seasons.

## Vida privada
En 2005 comenzó una relación con la actriz Christina Brucato, romance que duraría cuatro años y medio. En 2011 se rumoreaba que Piazza tenía una relación con la Miss Estados Unidos Rima Fakih, pero ninguna de las dos partes confirmó el rumor. En junio de 2011, comenzó a salir con la cantante Ashlee Simpson; la pareja se separó en noviembre de 2012.

## Filmografía
- Color of a Doubt: An Urban Fable (cortometraje, 2005) como Chris Parker
- Stephanie Daley (2006) como Jeff
- The Dawn (2006) como Scott
- Back to the Front (cortometraje, 2006) como Clarke
- Rocket Science (2007) como Earl Hefner
- Darjeeling (cortometraje, 2007) como Jeremy
- Goodbye Baby (2007) como Dominick
- Tie a Yellow Ribbon (2007) como Ed
- Boys Briefs 5 (cortometraje: Yeah No Definitely, 2007) como Cam
- Apology (2007) como Jimmy Reiner
- Assassination of a High School President (2008) como Ricky Delacruz
- Polish Bar (2010) como Reuben
- 3 Nights in the Desert (2014) como Barry
- Jersey Boys (2014) como Tommy DeVito
- The Wannabe (2015) como Thomas
- Surviving Me: The Nine Circles of Sophie (2015) como Jimmy
- The Intervention (2016) como Peter
- The Girl Who Invented Kissing (2017) como Jimmy
- Never Here (2017) como Andy Williams

## Series de televisión
- Law & Order: Criminal Intent (2006) como Eric Newsome
- Los Soprano (2006-2007, tres episodios) como Hernan O'Brien
- Law & Order (2007) como Peter Harris
- Rescue Me (2007, seis episodios) como Tony
- HBO Voyeur Project (miniserie, 2007)
- Blue Blood (piloto, 2008) como Bobby Moran
- Boardwalk Empire (2010-2014) como Lucky Luciano
- The Passage (2019) como Clark Richards
- Tulsa King (2022) como Vince Antonacci
- Batman: Caped Crusader (2024) como Tony Zito